# Classe R (1916)
Pour les autres classes de navires du même nom, voir Classe R.
La classe R était une classe de 62 destroyers construits entre 1916 et 1917 en service dans la Royal Navy. Elle suivait la classe M de 1915-16, avec cependant des machines plus puissantes, et une coque plus robuste, et une proue légèrement rehaussée.
Les 50 premiers navires équipé systématiquement de deux hélices avec deux turbines Brown-Curtis embrayées intégralement sur l'arbre, ceci après avoir tenu compte du rapport élogieux fait du comportement des HMS Lucifer et Leonidas (en) en service. Tous arboraient donc trois cheminées rondes, y compris les 5 autres spéciaux de Thornycroft et les 7 autres de Yarrow. Leur coque et leurs aménagements étaient calqués sur la classe M. Le gaillard d'avant était légèrement rehaussé, la coque légèrement renforcée, de même que la passerelle. Les navires construits différaient par leurs machines, et parfois leur armement puisque certains reçurent deux tubes lance-torpilles simples de 356 mm sur les côtés.

## Navires de classe R «Admiralty»

### Conception initiale
- Radstock, construit par Swan Hunter & Wigham Richardson à Wallsend; lancé le 3 juin 1916; vendu pour démolition le 29 avril 1927.
- Raider, construit par Swan Hunter; lancé le 17 juillet 1916; vendu pour démolition le 29 avril 1927.

Dix-sept navires ont été commandés en juillet 1915.
- Romola, construit par John Brown & Company à Clydebank; lancé le 14 mai 1916; vendu pour démolition le 13 mars 1930.
- Rowena, construit par John Brown; lancé le 1er juillet 1916; vendu pour démolition le 27 janvier 1937.
- Restless, construit par John Brown; lancé le 12 août 1916; vendu pour démolition le 23 novembre 1936.
- Rigorous, construit par John Brown; lancé le 30 septembre 1916; vendu pour démolition le 5 novembre 1926.
- Rocket, construit par William Denny and Brothers à Dumbarton; lancé le 2 juillet 1916; vendu pour démolition le 16 décembre 1926.
- Rob Roy, construit par Denny; lancé le 29 août 1916; vendu pour démolition le 13 juillet 1926.
- Redgauntlet, construit par Denny; lancé le 23 novembre 1916; vendu pour démolition en juillet 1927.
- Redoubt, construit par William Doxford & Sons (en) à Sunderland; lancé le 28 octobre 1916; vendu pour démolition le 13 juillet 1926.
- Recruit, construit par Doxford; lancé le 9 décembre 1916; torpillé par l'UB-16 en mer du Nord le 9 août 1917.
- Sable, construit par J. Samuel White à Cowes; lancé le 28 juin 1916; vendu pour démolition en août 1927.
- Setter, construit par White; lancé le 18 août 1916; coulé lors d'une collision avec le Sylph à Harwich le 17 mai 1917.
- Salmon, construit par Harland and Wolff à Govan; lancé le 7 octobre 1916; renommé Sable en décembre 1933, vendu pour démolition le 28 janvier 1937.
- Sylph, construit par Harland; lancé le 15 novembre 1916; vendu pour démolition le 16 décembre 1926. Échoué lors de son transit vers le chantier de démolition le 28 janvier 1927 ; démoli à Aberavon.
- Sarpedon, construit par Hawthorn Leslie and Company à Hebburn; lancé le 1er juin 1916; vendu pour démolition le 13 juillet 1926.
- Sorceress, construit par Swan Hunter; lancé le 29 août 1916; vendu pour démolition le 29 avril 1927.
- Sturgeon, construit par Alexander Stephen and Sons à Linthouse; lancé le 11 janvier 1917; vendu pour démolition le 16 décembre 1926.
- Sceptre, construit par Stephens; lancé le 18 avril 1917; vendu pour démolition le 16 décembre 1926.

Huit navires ont été commandés en décembre 1915.
- Satyr, construit par William Beardmore and Company à Dalmuir; lancé le 27 décembre 1916; vendu pour démolition le 16 décembre 1926.
- Sharpshooter, construit par Beardmore; lancé le 27 février 1917; vendu pour démolition le 29 avril 1927.
- Simoom, construit par John Brown; lancé le 30 octobre 1916; coulé par le torpilleur allemand S.50 en mer du Nord le 23 janvier 1917.
- Skate, construit par John Brown; lancé le 11 janvier 1917; vendu pour démolition le 4 mars 1947.
- Skilful, construit par Harland; lancé le 3 février 1917; vendu pour démolition le 13 juillet 1926.
- Springbok, construit par Harland; lancé le 9 mars 1917; vendu pour démolition le 16 décembre 1926.
- Starfish, construit par Hawthorn Leslie; lancé le 27 septembre 1916; vendu pour démolition le 21 avril 1928.
- Stork, construit par Hawthorn Leslie; lancé le 15 novembre 1916; vendu pour démolition le 7 octobre 1927.

Vingt trois
navires ont été commandés en mars 1916. Onze était d'une conception modifiée.
- Tancred, construit par Beardmore; lancé le 30 juin 1917; vendu pour démolition le 17 mai 1928.
- Tarpon, construit par John Brown; lancé le 10 mars 1917; vendu pour démolition le 4 août 1927.
- Telemachus, construit par John Brown; lancé le 21 avril 1917; vendu pour démolition le 26 juillet 1927.
- Tempest, construit par Fairfield Shipbuilding and Engineering Company; lancé le 26 janvier 1917; vendu pour démolition le 28 janvier 1937.
- Tenacious, construit par Harland; lancé le 21 mai 1917; vendu pour démolition le 26 juin 1928.
- Tetrarch, construit par Harland; lancé le 20 avril 1917; vendu pour démolition le 28 juillet 1934.
- Thisbe, construit par Hawthorn Leslie; lancé le 8 mars 1917; vendu pour démolition le 31 août 1936.
- Thruster, construit par Hawthorn Leslie; lancé le 10 janvier 1917; vendu pour démolition en 1937.
- Tormentor, construit par Stephen; lancé le 22 mai 1917; vendu pour démolition le 19 novembre 1929, mais coule au sud du Pays de Galles alors qu'il était en route vers le chantier de démolition le 13 décembre 1929.
- Tornado, construit par Stephen; lancé le 4 août 1917; coulé par une mine en mer du Nord le 23 décembre 1917.
- Torrent, construit par Swan Hunter; lancé le 26 novembre 1917; coulé par une mine en mer du Nord le 23 décembre 1917.
- Torrid, construit par Swan Hunter; lancé le 10 février 1917; vendu pour démolition le 27 janvier 1937, mais coule au large de Falmouth alors qu'il était en route vers le chantier de démolition le 16 mars 1937.

### Conception modifiée
Onze navires de conception modifiée. La largeur est augmentée de 8,23 mètres, le tirant d'eau passe à 3,35 mètres et le tonnage atteint 1 140 tonnes.
- Trenchant, construit par White; lancé le 23 décembre 1916; vendu pour démolition le 15 novembre 1928.
- Tristram, construit par White; lancé le 24 février 1917; vendu pour démolition le 9 mai 1921.
- Tirade, construit par Scott's; lancé le 21 avril 1917; vendu pour démolition le 15 novembre 1921.
- Tower, construit par Swan Hunter; lancé le 5 avril 1917; vendu pour démolition le 17 mai 1928.
- Ulster, construit par Beardmore; lancé le 10 octobre 1917; vendu pour démolition en avril 1928.
- Ulysses, construit par Doxford; lancé le 24 mars 1917; coulé lors d'une collision avec le SS Ellerie dans la Clyde le 29 octobre 1918.
- Umpire, construit par Doxford; lancé le 9 juin 1917; vendu pour démolition le 7 janvier 1930.
- Undine, construit par Fairfield; lancé le 22 mars 1917; vendu pour démolition en avril 1928, mais coule au large de Horse Sand Fort (en) alors qu'il était en route vers le chantier de démolition. Épave vendue le 27 août 1928.
- Urchin, construit par Palmers Shipbuilding and Iron Company à Jarrow; lancé le 7 juin 1917; vendu pour démolition le 7 janvier 1930.
- Ursa, construit par Palmers; lancé le 23 juillet 1917; vendu pour démolition le 13 juillet 1926.
- Ursula, construit par Scott's; lancé le 2 août 1917; vendu pour démolition le 19 novembre 1929.

## Navires de classe R «Thornycroft»
- Rosalind, construit par John I. Thornycroft & Company à Southampton; lancé le 14 octobre 1916; vendu pour démolition le 13 juillet 1926.
- Radiant, construit par Thornycroft; lancé le 25 novembre 1916; vendu à la société Thornycroft le 21 juin 1920 qui l'a ensuite vendue à la marine thaïlandaise en septembre 1920. Il est renommé Phra Ruang et placé dans un sanctuaire dans les années 2000.
- Retriever, construit par Thornycroft; lancé le 15 janvier 1917; vendu pour démolition le 26 juillet 1927.
- Taurus, construit par Thornycroft; lancé le 10 mars 1917; vendu pour démolition le 18 février 1930.
- Teazer, construit par Thornycroft; lancé le 21 avril 1917; vendu pour démolition le 6 février 1931.

## Navires de classe R «Yarrow»
Quatre navires ont été commandés en juillet 1915.
- Sabrina, construit par Yarrow Shipbuilders à Glasgow; lancé le 24 juillet 1916; vendu pour démolition le 5 novembre 1926.
- Strongbow, construit par Yarrow; lancé le 30 septembre 1916; coulé par les croiseurs allemands Bremse and Brummer au large de la Norvège le 17 octobre 1917.
- Surprise, construit par Yarrow; lancé le 25 novembre 1916; coulé par un U-boot allemand dans la nuit du 22 au 23 décembre 1917.
- Sybille, construit par Yarrow; lancé le 5 février 1917; vendu pour démolition le 5 novembre 1926.

Trois navires ont été commandés en mars 1916.
- Truculent, construit par Yarrow; lancé le 24 mars 1917; vendu pour démolition le 29 avril 1927.
- Tyrant, construit par Yarrow; lancé le 19 mai 1917; vendu pour démolition en avril 1938.
- Ulleswater, construit par Yarrow; lancé le 4 août 1917; coulé par le U-boot UC-17 au large des Pays-Bas le 15 août 1918.